# Unscripted
Unscripted è una serie televisiva statunitense in 10 episodi trasmessi per la prima volta nel corso di una sola stagione nel 2005. Il titolo fa riferimento al fatto che le sceneggiature della serie erano state in gran parte improvvisate dagli autori. I produttori esecutivi furono Steven Soderbergh, George Clooney e Grant Heslov.

## Trama
Unscripted segue le disavventure di tre attori a Los Angeles, California, nei loro giri di audizioni, compresi rifiuti, lotte personali per emergere e soddisfazioni professionali. I tre personaggi principali appaiono tutti come se stessi e la serie mescola la realtà con la finzione, come uno spettacolo nello spettacolo. La serie vede molte apparizioni di guest star tra cui Brad Pitt, Angelina Jolie, Noah Wyle, Hank Azaria, Richard Kind, Meryl Streep, Uma Thurman, Jon Lovitz, Shia LaBeouf, Keanu Reeves, Sam Rockwell, Danny Comden, il regista Doug Liman e il produttore Akiva Goldsman.

## Personaggi
- Krista Allen (10 episodi, 2005), interpretata da	Krista Allen.
È una madre single e attrice conosciuta più per il suo look che per il suo talento, cerca di affermarsi come artista seria. Spesso fa l'annunciatrice o gira spot pubblicitari nel ruolo della "ragazza sexy", ma raramente viene presa sul serio, e quando si presenta l'opportunità, questa viene concessa a un altro che ha un nome più "grande".
- Bryan Greenberg (10 episodi, 2005), interpretato da	Bryan Greenberg.
È un giovane attore ventenne che rimbalza di provino in provino.
- Jennifer Hall (10 episodi, 2005), interpretata da	Jennifer Hall.
È una ragazza considerata non abbastanza attraente dagli agenti, è impegnata in film di basso profilo.
- Goddard Fulton (10 episodi, 2005), interpretato da	Frank Langella.
È il severo ma paterno agente teatrale dei protagonisti.
- Nick (10 episodi, 2005), interpretato da	Nick Paonessa.
È il compagno di stanza di Bryan che spesso lo ostacola per raggiungere il successo. Finisce per recitare in un provino per un film porno.
- Dragon (10 episodi, 2005), interpretato da	Erik Weiner.
È un altro degli amici di Bryan nel corso di recitazione.
- Diane (5 episodi, 2005), interpretata da	Diane Baker.
- Jake (4 episodi, 2005), interpretato da	Jake Moritt.
- Pam (4 episodi, 2005), interpretato da	Pamela Adlon.
- Jessica (4 episodi, 2005), interpretata da	Jessica Collins.
- Rachel (4 episodi, 2005), interpretato da	Rachel Zeskind.
- Meryl Streep (3 episodi, 2005), interpretata da	Meryl Streep.
- Emmanuelle (3 episodi, 2005), interpretato da	Emmanuelle Chriqui.
- Ellen Meyer (3 episodi, 2005), interpretato da	Ellen Meyer.
- Dante (3 episodi, 2005), interpretato da	Dante DiPaolo.
- amico di Dante (3 episodi, 2005), interpretato da	James Karen.
- Meredyth Yund (3 episodi, 2005), interpretata da	Meredyth Yund.

## Produzione
La serie fu prodotta da Section Eight, Warner Bros. Television, Home Box Office e Kooters Sheep e girata a Los Angeles in California. Il titolo di lavorazione fu Untitled Section Eight Comedy. Tra i registi della serie sono accreditati George Clooney (5 episodi, 2005) e Grant Heslov (5 episodi, 2005).

## Distribuzione
La serie fu trasmessa negli Stati Uniti nel 2005 sulla rete televisiva HBO. In Italia è stata trasmessa su Jimmy da marzo del 2006 con il titolo Unscripted.
Alcune delle uscite internazionali sono state:
- negli Stati Uniti il 9 gennaio 2005 (Unscripted)
- in Svezia il 24 gennaio 2006
- in Italia il 2 marzo 2006

## Episodi
| Stagione       | Episodi | Prima TV USA |
| -------------- | ------- | ------------ |
| Prima stagione | 10      | 2005         |